# Poemat satyrowy
Poemat satyrowy – utwór poetycki o charakterze parenetycznym, który ma postać obszernego monologu mitologicznego Satyra, mieszkańca lasów, krytykującego obserwowaną przez siebie ludzką rzeczywistość.
Pierwszym utworem tego typu w literaturze polskiej był Satyr albo Dziki mąż Jana Kochanowskiego.